# IPad mini (4-го поколения)
iPad Mini 4 (стилизованный и продаваемый как iPad mini 4) — это планшетный компьютер iPad Mini четвертого поколения, разработанный и продаваемый Apple Inc. Он был анонсирован вместе с iPad Pro 9 сентября 2015 года и выпущен тот же день. iPad Mini 4, пришедший на смену iPad Mini 3, был снят с производства 18 марта 2019 года, когда его заменил iPad Mini пятого поколения.

## История
iPad Mini 4 был анонсирован во время специального мероприятия Apple «Привет, Siri» 9 сентября 2015 года вместе с другими новыми или обновленными продуктами, включая iPad Pro, iPhone 6s и Apple TV. Тем не менее, непосредственно новому устройству уделялось минимальное внимание, лишь краткое упоминание в конце основной части доклада об iPad Pro.

## Операционная система
iPad Mini 4 поставляется с предустановленной операционной системой iOS 9 и стал первым устройством с такой системой. Имея дополнительный 1 ГБ ОЗУ по сравнению с Mini предыдущих поколений, iPad Mini 4 способен использовать функции многозадачности Slide Over, Split View и Picture in Picture в iOS 9.
Устройство совместимо с iOS 9.1, выпущенной 21 октября 2015 года, в которой добавлено приложение «Новости» для Великобритании и Австралии, а также дополнительные смайлики и другие исправления ошибок.
На WWDC 2019 было объявлено, что iPad Mini 4 будет поддерживать iPadOS 13, несмотря на слухи о том, что это не так. Однако в нем отсутствует поддержка некоторых функций, таких как стикеры Memoji, приложения Apple на основе ARKit и поддержка Sidecar в macOS Catalina из-за наличия процессора Apple A8. Кроме того, большинство функций, представленных в iPadOS, будут работать с этим iPad, включая поддержку внешних USB-накопителей (с помощью комплектов для подключения камеры), переработанный разделенный экран и многозадачный интерфейс (с поддержкой двух приложений, которые можно открыть одновременно) и поддержку Haptic Touch (тактильная обратная связь ощущаться не будет, поскольку в семействе iPad нет Taptic Engines). Также поддерживались iPadOS 14 и 15, хоть и с куда меньшим количеством возможностей.
На WWDC 2022 было объявлено, что iPad mini 4, наряду с iPad Air 2, не получит поддержку iPadOS 16. 

## Отличия от предшественника
iPad mini четвёртого поколения отличается от своего предшественника более мощной аппаратной составляющей, в том числе двумя гигабайтами оперативной памяти и процессором Apple A8 вместе с сопроцессором Apple M8.
Толщина iPad mini 4 составляет 6,1 мм. На правой грани отсутствует переключатель беззвучного режима и блокировки ориентации рядом с клавишами регулировки громкости, вместо этого он появился в Control Center.
Так же как и в iPad Air 2, iPad mini 4 поддерживает функцию Split View, позволяющей открывать одновременно два приложения на экране.
Поддерживается ускоренная съёмка, позволяющая снимать видео с частотой кадров до 120 к/сек.
Новинка получила аккумулятор ёмкостью 5124 мА·ч, тогда как у предыдущей модели батарея имела ёмкость 6471 мА·ч. Тем не менее производитель утверждает, что благодаря оптимизации аппаратной составляющей и новой операционной системе время автономной работы останется на прежнем уровне.

## Технические характеристики[7]

### Дисплей

#### Дисплей Retina
- Дисплей Multi‑Touch диагональю 7,9 дюйма с подсветкой LED и технологией IPS
- Разрешение 2048 × 1536 пикселей (плотность 326 пикселей на дюйм)
- Жироотталкивающее покрытие, устойчивое к появлению отпечатков пальцев
- Полностью ламинированный дисплей
- Противобликовое покрытие (по заявлению Apple, изображение блёкнет на солнце на 56% меньше[8])

### Камеры

#### Камера iSight
- Фотографии с разрешением 8 мегапикселей
- Автофокусировка
- Распознавание лиц
- Датчик освещённости на задней панели
- Пятилинзовый объектив
- Гибридный ИК‑фильтр
- Диафрагма ƒ/2.4
- Фотографии HDR
- Панорамная съёмка
- Серийная съëмка
- Фокусировка касанием при съёмке видео
- Стабилизация видео
- Трёхкратное увеличение при съёмке видео
- Покадровая съёмка
- Съёмка видео 1080р (30 кадров/с), 720р (60 кадров/с)

#### Передняя камера
- Фотографии с разрешением 1,2 мегапикселя
- HD-видео 720p
- Видеозвонки FaceTime по сети Wi‑Fi или сотовой сети
- Распознавание лиц

### Сотовая и беспроводная связь

#### Wi-Fi
- Wi‑Fi (802.11a/b/g/n/ac); два диапазона (2,4 ГГц и 5 ГГц)
- MIMO
- Технология Bluetooth 4.0

#### Wi-Fi + Cellular
- Wi‑Fi (802.11a/b/g/n/ac); два диапазона (2,4 ГГц и 5 ГГц)
- MIMO
- Технология Bluetooth 4.0
- GSM/EDGE
- CDMA EV-DO Rev. A и Rev. B
- UMTS/HSPA/HSPA+/DC‑HSDPA
- LTE4
- Только данные

## Доступность и стоимость
Планшет доступен в серебристом, сером и золотом цвете.
Объём памяти составляет 16, 32, 64 или 128 гигабайт.

### Стоимость
8 октября 2017 года по данным официального русскоязычного сайта стоимость планшетов составляла:
- iPad mini 4 128 Гб WiFi — 29 990 руб.;
- iPad mini 4 128 Гб WiFi+Cellular — 39 990 руб.

9 сентября 2015 года по данным официального русскоязычного сайта стоимость планшетов составляла:
- iPad mini 4 16 ГБ WiFi — 32 990 руб.;
- iPad mini 4 128 ГБ WiFi+Cellular — 58 990 руб.

## Прием
Обзоры в целом были положительными: The Verge поставила iPad Mini 4 9/10, похвалив дисплей, высокую производительность, отличную камеру и многозадачность, но разочаровалась динамиками и скошенными краями.
CNET также похвалил новый «более яркий» дисплей и более тонкий дизайн, а также новые функции iOS 9, которые может использовать устройство. Однако они также раскритиковали его за то, что он дороже других 8-дюймовых планшетов, а функции многозадачности не работают на меньшем экране. Также была критика процессора A8 iPad Mini 4, которому исполнился год, который считался «уходом» по сравнению с процессорами A8X iPad Air 2 и A9 iPhone 6S. Это контрастирует с iPad Mini 2, в котором использовался процессор A7, используемый в iPad Air и iPhone 5S, когда они были выпущены осенью 2013 года.